# Звонкий эпиглоттальный фрикатив
Звонкий эпиглоттальный фрикатив — согласный звук МФА, встречающийся в некоторых языках. Этот довольно редкий звук встречается в иракском диалекте арабского, а также в агульском языке. Данному символу присвоен номер 174.

## Свойства
Ниже приведены свойства данного звука:
- Тип фонации: звонкий, поскольку произносится с вибрацией голосовых связок.
- По месту образования: эпиглоттальный — образуется в надгортаннике.
- По способу образования: фрикатив, хотя часто считается аппроксимантом, а реже — дрожащим.
- Пульмонический согласный.

## Распространение
Звук присутствует в немногих языках.
| Язык        | Слово | МФА     | Перевод        | Примечания                                                                          |
| ----------- | ----- | ------- | -------------- | ----------------------------------------------------------------------------------- |
| Агульский   | Ӏар   | [ʢar]   | «рёв»          | аллофон /ʡ/.                                                                        |
| Арабский    | عنب   | [ʢinab] | «виноград»     | редкий аллофон /ʕ/. Хотя в таджвиде обычно произносится /ʢ/(см. махрадж буквы айн.) |
| Сомалийский | caad  | [ʢɑ:d]  | «облако, туча» | чаще-/ʕ/.                                                                           |